# Ilyophis brunneus
Ilyophis brunneus är en fiskart som beskrevs av Gilbert, 1891. Ilyophis brunneus ingår i släktet Ilyophis och familjen Synaphobranchidae. Inga underarter finns listade i Catalogue of Life.